# نايجل واتس
نايجل واتس (بالإنجليزية: Nigel Watts)‏ هو عسكري أسترالي، ولد في 21 أكتوبر 1919 في Enmore, New South Wales ‏ في أستراليا، وتوفي في 17 فبراير 1995.